# Onkogen
Onkogene (wörtlich Krebs-Gene) sind Teile des Erbgutes einer Zelle, die im Falle ihrer übermäßigen Aktivierung den Übergang vom normalen Wachstumsverhalten der Zelle zu ungebremstem Tumorwachstum fördern. Das „gen“ in Onkogen wird hier nicht, wie in den Worten karzinogen oder mutagen, im Sinne von „erzeugend“ oder „fördernd“ benutzt, sondern leitet sich direkt von dem Wort Gen als Teil des Erbgutes ab.
Onkogene spielen für das normale Zellwachstum, die Zellteilung und die Zelldifferenzierung eine wichtige regulierende Rolle. Die übermäßige, unphysiologische und tumorigene Aktivierung eines Onkogens geschieht entweder durch eine konstitutiv aktivierende Mutation aus dem Wildtyp-Allel eines Onkogens oder durch übermäßige Expression (Hochregulierung) der mRNA des Wildtyp-Onkogens und entsprechend seinem Protein.

## Protoonkogene
Die Wildtyp-Allele der Onkogene werden in der Zellbiologie üblicherweise als Protoonkogene bezeichnet. Durch eine konstitutiv aktivierende gain-of-function-Mutation der genomischen DNA entsteht aus dem Wildtyp-Allel eines Onkogens ein konstitutiv aktiviertes Allel, das eigentliche Onkogen im zellbiologisch-funktionellen Sinn. Diese Mutationen können durch schädliche physikalische Einflüsse (UV-Strahlung, ionisierende Strahlung), chemische Substanzen (Karzinogene, Mutagene), durch biologische Agenzien (zum Beispiel Viren) hervorgerufen werden aber auch zufällig (das heißt stochastisch) auftreten.

## Klassifizierungen
Es sind heute mehr als 100 Onkogene bekannt (Stand: 2004). Alle Zellzyklus-Kontrollgene sind potentielle Onkogene, da ihre Veränderung beziehungsweise Dysfunktion den Verlust der Kontrolle über die Zellteilung bedeuten kann.
Onkogene werden anhand der durch sie kodierten Proteine in mehrere Gruppen eingeteilt:
- Wachstumsfaktoren
- Wachstumsfaktor-Rezeptoren
- G-Proteine, zum Beispiel von den Ras-Protoonkogenen kodiert
- Nichtrezeptor-Proteinkinasen, zum Beispiel Tyrosinkinasen, Serin-/Threoninkinasen
- nukleäre Transkriptionsfaktoren
- tumorspezifische Chromosomenaberrationen
- konstitutiv aktivierte Onkogene aus Viren, wie tax, das Onkogen von HTLV-1, HTLV-2 und das Bovine Leukose-Virus (BLV).

Onkogene kommen – in ihrer nichtaktivierten Wildtyp-Form – in jeder Zelle vor und codieren Proteine, die Wachstum, Teilung und Differenzierung einer Zelle kontrollieren und steuern. Viele Komponenten, die das Wachstum einer Zelle beeinflussen, können als Onkogene angesehen werden. Mutiert ein solches Gen, kommt es im häufigsten Fall zu einem Funktionsverlust, die Zellteilung wird nicht mehr gefördert, und die Zelle kann sich nicht mehr teilen. Meist zieht das den programmierten Zelltod, die sogenannte Apoptose, nach sich, was für den Organismus kein Problem darstellt, da sich normalerweise genügend andere teilbare Zellen in der Nachbarschaft befinden.
Es gibt aber auch die Möglichkeit, dass durch die konstitutiv aktivierende Mutation des Onkogens die Zellteilung gefördert wird. Es kann passieren, dass durch Chromosomenumlagerungen ein Wachstumsgen unter den Einfluss eines Promotors gerät, der normalerweise stark aktivierend wirkt. So sind zum Beispiel die Promotoren der Immunglobuline in der Lage, Onkogene zu aktivieren und damit zur Entstehung von Tumoren beizutragen.